# Tarquinius Noyon
Tarquinius Johannes Noyon (Sneek, 24 december 1848 – Soest, 31 juli 1929) was een Nederlands jurist en procureur-generaal bij de Hoge Raad der Nederlanden.

## Familie
Noyon was lid van de patriciaatsfamilie Noyon en een zoon van de vicepresident gerechtshof Amsterdam mr. Petrus Simeon Noyon (1817-1893) en Johanna Wouters (1825-1905). Hij trouwde in 1887 met Louize Catharina Elizabeth van Valkenburg (1863-1943), lid van een van de drie patriciaatsfamilies Van Valkenburg. Zij kregen drie kinderen en zijn de grootouders van Blanche Noyon (1922-1995), getrouwd met Pierre Louis baron d'Aulnis de Bourouill (1918-2012) en overgrootouders van de beeldhouwer Tarquinius Johannes Noyon (1950).

## Loopbaan
Noyon studeerde vanaf 1866 aan het Athenaeum Illustre te Amsterdam, vanaf 1868 aan de Universiteit Utrecht. Op 15 december 1868 behaalde hij zijn kandidaatsexamen aan de Universiteit Leiden waar hij op 29 juni 1871 zijn doctoraalexamen aflegde. Op 27 januari 1872 promoveerde hij aldaar magna cum laude op Het verzekerbaar belang van den crediteur in den zeehandel. Daarna aanvaardde hij de benoeming tot adjunct-commies aan het departement van Justitie. In 1875 werd hij substituut-officier van justitie in Brielle, het jaar daarop in Rotterdam en in 1884 werd hij benoemd tot officier van justitie in Winschoten. In 1890 ging hij diezelfde functie vervullen in Leeuwarden, waar hij in 1896 benoemd werd tot advocaat-generaal bij het hof. Per 9 maart 1899 werd hij benoemd tot advocaat-generaal bij de Hoge Raad. Op 30 augustus 1907 aanvaardde hij daar de functie van procureur-generaal die hij bekleedde tot zijn ontslag (op eigen verzoek) per 1 mei 1927.
Noyon werd ook bekend door zijn juridische standaardwerken over Het Wetboek van strafrecht en Het Wetboek van strafvordering die tot ver in de 20e eeuw werden uitgegeven, bewerkt door zijn opvolgers Langemeijer en Remmelink.

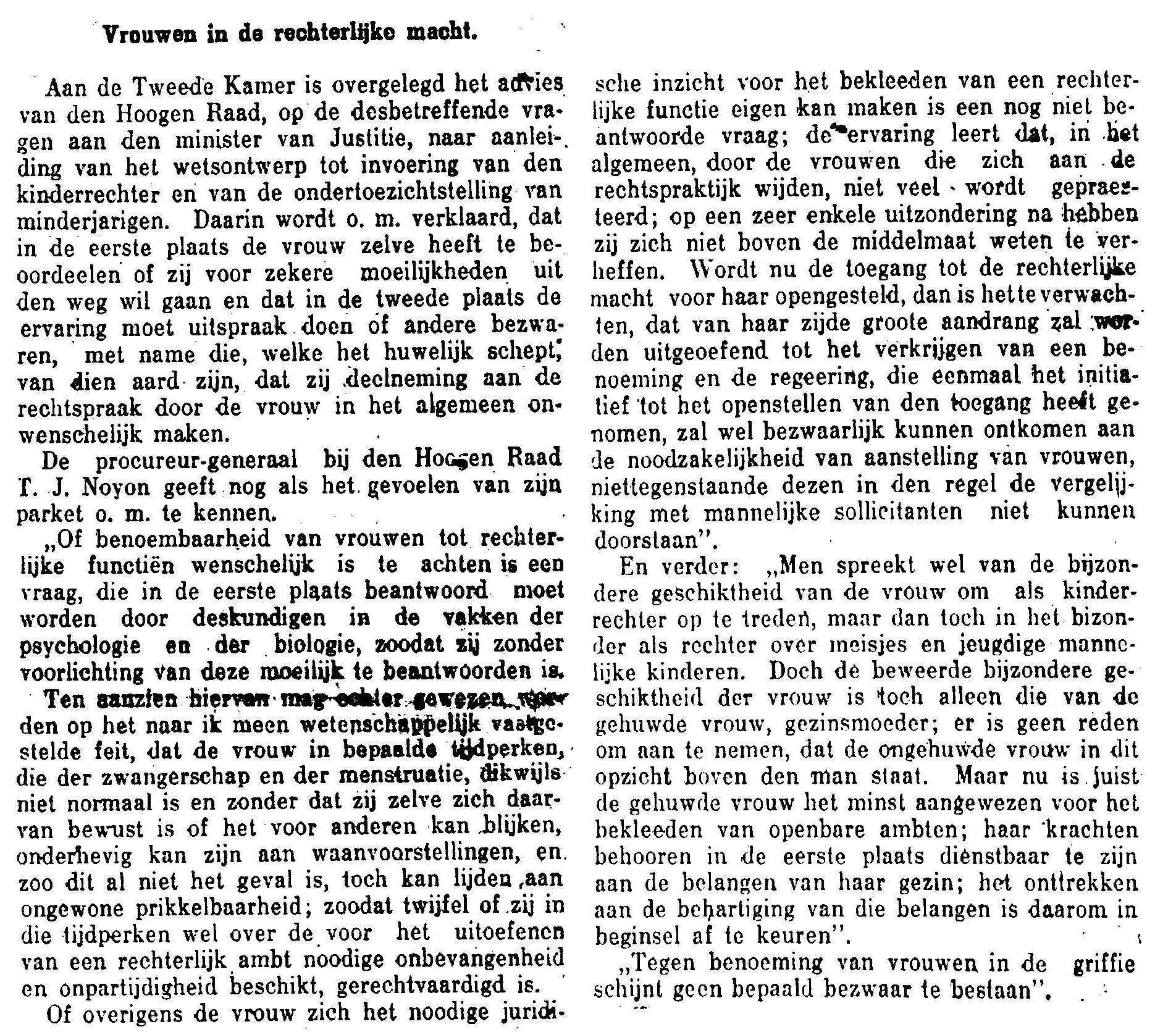
Vrouwen in de rechtspraak

Tijdens zijn periode als procureur-generaal werd gediscussieerd of het wenselijk zou zijn om vrouwen in de rechterlijke macht toe te laten. Noyon vreesde dat vrouwen tijdens hun zwangerschap en hun maandelijkse periodes niet beschikken konden over onbevangen en onpartijdig oordeel.

### Onderscheidingen
- Commandeur in de Orde van de Nederlandse Leeuw (1912)[2]
- Ridder Grootkruis in de Orde van Oranje-Nassau (1927)[3]